# Auguste Auspitz-Kolár
Auguste Auspitz-Kolár, née en mars 1843 à Prague et morte le 23 août 1878 à Vienne, est une pianiste et compositrice autrichienne.

## Biographie
Sa mère, Anna Manetinsky-Kolár était chanteuse au théâtre de Prague, son père, Joseph Georg Kolár était réalisateur, écrivain et traducteur. Elle étudie  le piano à l'Institut de Musique de Prague avec Bedrich Smetana, l'époux de sa cousine Katharina Kolárova,. Elle étudie ensuite à Paris avec Proksch et où Wilhelmine Clauss-Szarvady fut sa professeure. En 1865 elle se produit en concert avec Clara Schumann ; elle joue aussi à Vienne avec le Hellmesberger Quartet et l'orchestre philharmonique. Ses interprétations de Robert Schumann ou Felix Mendelssohn soulèvent l'enthousiasme.
Elle se marie avec Heinrich Auspitz, et entreprend une tournée à Londres. Après la naissance de leur fils Hans en  1875, elle se retire de la scène.

## Œuvres
- Scherzo fantastique, opus 2, Bartholf Senff Leipzig août 1863
- Dans la Forêt, 3 Morceaux caractéristiques, opus 6, Klemm Leipzig décembre 1865
- Images de forêt, études et chansons, Bartholf Senff Leipzig

## Jugement
« Sa performance était d'une pureté immaculée, la sérénité et la douceur, un léger éclat comme de la poussière d'or. Parmi les virtuoses, Miss Kolár n'appartient pas à celles qui sont imposantes ou éblouissantes, mais à celles qui plaisent tranquillement et qui captivent d'une main tranquille mais sûre ».